# Raffaele Liberatore
Raffaele Liberatore est un linguiste et publiciste italien.

## Biographie
Raffaele Liberatore naquit à Lanciano (Deux-Siciles) le 22 octobre 1787. Des malheurs domestiques et des changements politiques l’obligèrent à entreprendre la carrière des lettres, dans laquelle il se distingua par d’importants travaux. Il commença par la traduction de deux ouvrages de droit, le Corso de Darlincourt et le Répertoire de Sirey. À l’âge de dix-sept ans il publia une brochure intitulée Pensées civiles et économiques sur l’amélioration de la province de Chieti. Il travailla comme collaborateur à la publication des Curiosités scientifiques et littéraires, et d’un Recueil des phénomènes rares en médecine. Il s’établit de nouveau à Naples en 1828 et y créa une société typographique, dite du Tramater, dont il fut le directeur. Il ne tarda pas à concevoir l’idée de composer un Vocabulaire universel de la langue italienne, sans distinction de dialectes, et en mettant à profit tous les ouvrages précédemment publiés dans les différentes provinces de l’Italie. Il s’adjoignit de savants collaborateurs, Serafino Gatti pour la synonymie, Pasquale Borrelli pour l’étymologie, Michele Tenore pour la botanique, etc. Mais les soins de cette importante publication ne l’empêchaient pas de produire divers écrits : un Voyage pittoresque dans le royaume des Deux-Siciles ; plusieurs éloges funèbres ; un grand nombre d’épitaphes italiennes, dont quelques-unes, et les plus belles, sont encore inédites ; la Vie de Marie-Christine de Savoie. Il dirigea pendant un an le journal le Progrès, à Naples. Plusieurs journaux hebdomadaires comme le Poliorama, la Revue napolitaine, le Lucifer, lui demandaient continuellement des articles, parmi lesquels on a surtout remarqué ceux sur les Sociétés anonymes, sur les Écrivains en dialecte napolitain et son Esquisse d’un cours de littérature italienne. Liberatore mourut à Naples le 10 juin 1845.

## Sources et références
- « Liberatore (Raphaël) », dans Louis-Gabriel Michaud, Biographie universelle ancienne et moderne : histoire par ordre alphabétique de la vie publique et privée de tous les hommes avec la collaboration de plus de 300 savants et littérateurs français ou étrangers, 2e édition, 1843-1865 [détail de l’édition]